# Summer Beach
Singles de Yukiko Okada
Futari Dake no Ceremony
(16 janvier 1985) Kanashii Yokan
(juillet 1985)
Pistes de Okurimono II
Futari Dake no Ceremony Kanashii Yokan
Summer Beach (terme anglais signifiant : « Plage d'été ») est le 5e single de la chanteuse Yukiko Okada sorti en avril 1985.

## Détails du single
Le single sort le 17 avril 1985 initialement sous format vinyle et cassette audio, trois mois après le précédent single d'Okada Futari Dake no Ceremony. Il atteint la 5e place du classement hebdomadaire des ventes de l'Oricon.
Il comprend deux titres seulement : la chanson-titre Summer Beach écrite et composée par Ami Ozaki (qui s'était auparavant occupée d'écrire et la chanson-titre du précédent single Futari Dake no Ceremony) et arrangée par Masataka Matsutōya ainsi qu'une chanson en face B Hoshi to Yoru to Koibitotachi écrite par Masao Urino et composée par Etsuko Yamakawa.
La chanson Summer Beach est par la suite utilisée dans un spot publicitaire pour la marque Glico Jelly Cafe.
Le single ne sera désormais retenu dans aucun album régulier. Le single entier figurera cependant sur la compilation Okurimono II en décembre suivant ainsi que sur le  coffret Memorial Box en 1999 qui comportera un exemplaire de cette compilation ainsi que sur un autre coffret 84-86 Bokura no Best SP Okada Yukiko CD/DVD-Box [Okurimono III] en 2002. La chanson-titre, elle seule, figurera bien plus tard sur All Songs Request mai mai 2002 et sur The Premium Best Okada Yukiko plus récemment en 2012. 

## Liste des titres
| 1.   | Summer Beach                                     | 4:20 |
| 2.   | Hoshi to Yoru to Koibitotachi (星と夜と恋人たち) | 4:44 |
| 9:04 |                                                  |      |